# Ува-Туклинське сільське поселення
Ува́-Ту́клинське сільське поселення (рос. Ува-Туклинское сельское поселение) — муніципальне утворення у складі Увинського району Удмуртії, Росія. Адміністративний центр — село Ува-Тукля.
Населення — 2003 особи (2015; 2076 в 2012, 2083 в 2010).
Голова:
- 2008–2012 — Чегаєва Фаїна Клавдіївна
- 2012-2016 — Чегаєва Фаїна Клавдіївна

## Склад
До складу поселення входять такі населені пункти:
| Населений пункт         | Населення, осіб (2010) | Населення, осіб (2012) |
| ----------------------- | ---------------------- | ---------------------- |
| Липовка, присілок       | 14                     | 14                     |
| Ольховка, присілок      | 118                    | 117                    |
| Рябово, село            | 871                    | 880                    |
| Рябово, присілок        | 140                    | 136                    |
| Стара Чунча, присілок   | 30                     | 26                     |
| Тимошур-Чунча, присілок | 55                     | 55                     |
| Ува-Тукля, село         | 855                    | 848                    |

У поселенні діють 3 школи, 2 садочки, школа-сад, 2 бібліотеки, 3 клуби, 3 ФАПи, лікарня. Серед промислових підприємств працює ТОВ «Рябово».